# Bozom
Le bozom [ɓòzôm], aussi appelé gbaya-bozoum (gbáyá ɓòzôm en bozom), est une langue gbaya parlée en République centrafricaine dans la région de Bozoum.

## Sources
- Yves Moñino, Le proto-gbaya : Essai de linguistique comparative historique sur vingt-et-une langues d’Afrique Centrale, Louvain, Peeters, coll. « SELAF - Société d'Études Linguistiques et Anthropologiques de France 357, Langues et Cultures Africaines 20 », 1995 (ISBN 9068317431 et 9789068317435)